# براندان ماكان
براندان ماكان (5 يوليو 1935 ببروكلين في الولايات المتحدة - ) (بالإنجليزية: Brendan McCann)‏ هو لاعب كرة سلة أمريكي في مركز هجوم خلفي. لعب مع نيويورك نيكس وAllentown Jets ‏.

## وصلات خارجية
- براندان ماكان على موقع إن بي أي (الإنجليزية)
- براندان ماكان على موقع سبورتس رفرنس (الإنجليزية)
- براندان ماكان على موقع كلية كرة السلة في سبورتس رفرنس.كوم (الإنجليزية)
- براندان ماكان على موقع ريلجم (الإنجليزية)
- براندان ماكان على موقع بروبوليرز (الإنجليزية)